# Fairytale (сингл Kalafina)
«Fairytale» — 3-й сингл японського дівочого гурту Kalafina, виконана Ваканою Оотакі, Кейко Куботою і Хікарою Масай. Пісня Fairytale була використана як саундтрек до 6-го фільму Kara no Kyoukai. В той час Serenato вийшла самостійно і в аніме не використовується.

## Список треків

### CD
Автор музики і слів Юкі Каджіура. 
| CD (SECL-735) | CD (SECL-735)             | CD (SECL-735) |
| #             | Назва                     | Тривалість    |
| ------------- | ------------------------- | ------------- |
| 1.            | «Fairytale»               | 5:15          |
| 2.            | «Serenato»                | 4:56          |
| 3.            | «Sprinter ~Instrumental~» | 5:02          |
| 15:12         |                           |               |

## Чарти
| Чарт                  | Пікова позиція | Продажі | Період   |
| --------------------- | -------------- | ------- | -------- |
| Oricon Weekly Singles | #9             | 20,252  | 6 тижнів |